# イリュージョン (奇術)
イリュージョン（フランス語: illusion, 英語: illusion イルージョン）は、奇術（特にステージマジック）のジャンル。人間や大きな動物が出現、消失、変化、浮揚するなど、大掛かりな仕掛けを用いた奇術である。イリュージョンを演じる奇術師をイリュージョニスト (illusionist) と呼ぶ。

## 大会
国際的なマジックの大会「FISM」のグランドイリュージョン部門には、日本人としてはナポレオンズが1998年に3位入賞した。
2008年にイギリスで行われたジュニアマジックの世界大会では、山上兄弟がイリュージョン部門優勝・グランドチャンピオンに選ばれた。

## イリュージョンの代表例

### 人体浮遊

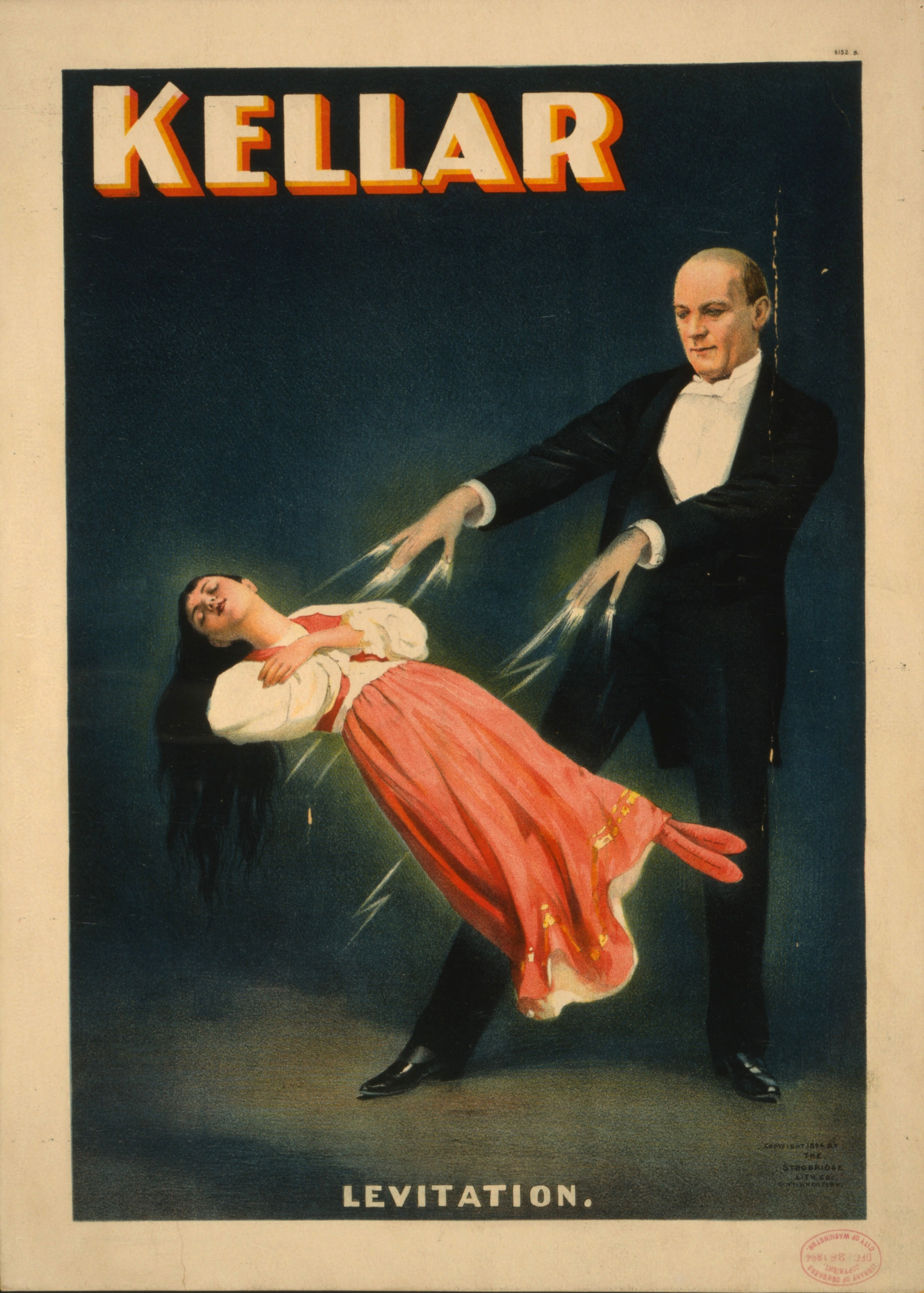
ハリー・ケラーのポスター（1894年）

自分または他人の体を空中に浮遊させる。デビッド・カッパーフィールドが演じた「Flying」が有名。彼はステージ上で複数の金属の輪を潜り抜けたり透明な水槽に出たり入ったりしながら空中を飛びまわり、さらに観客の女性を抱きかかえての飛行も行った。
1世紀頃にはすでにヤンプリュスという奇術師が空中を飛行したという記録があるが、どのような方法を用いたのかはわかっていない。
1820年頃にはインドのマドラスでブラミンというヒンドゥー行者が空中であぐらをかく技を披露している。これを改良して、1847年10月10日にロベール・ウーダンは息子のウジェーヌ（当時6歳）を浮揚させる奇術を初演した。
他にはジョン・ネヴィル・マスケリンの「忘我の行者」（1901年）やハリー・ケラーの「カルナック王女の人体浮揚術」（1904年）といった演技がある。

### 脱出
詳細は「脱出術」を参照

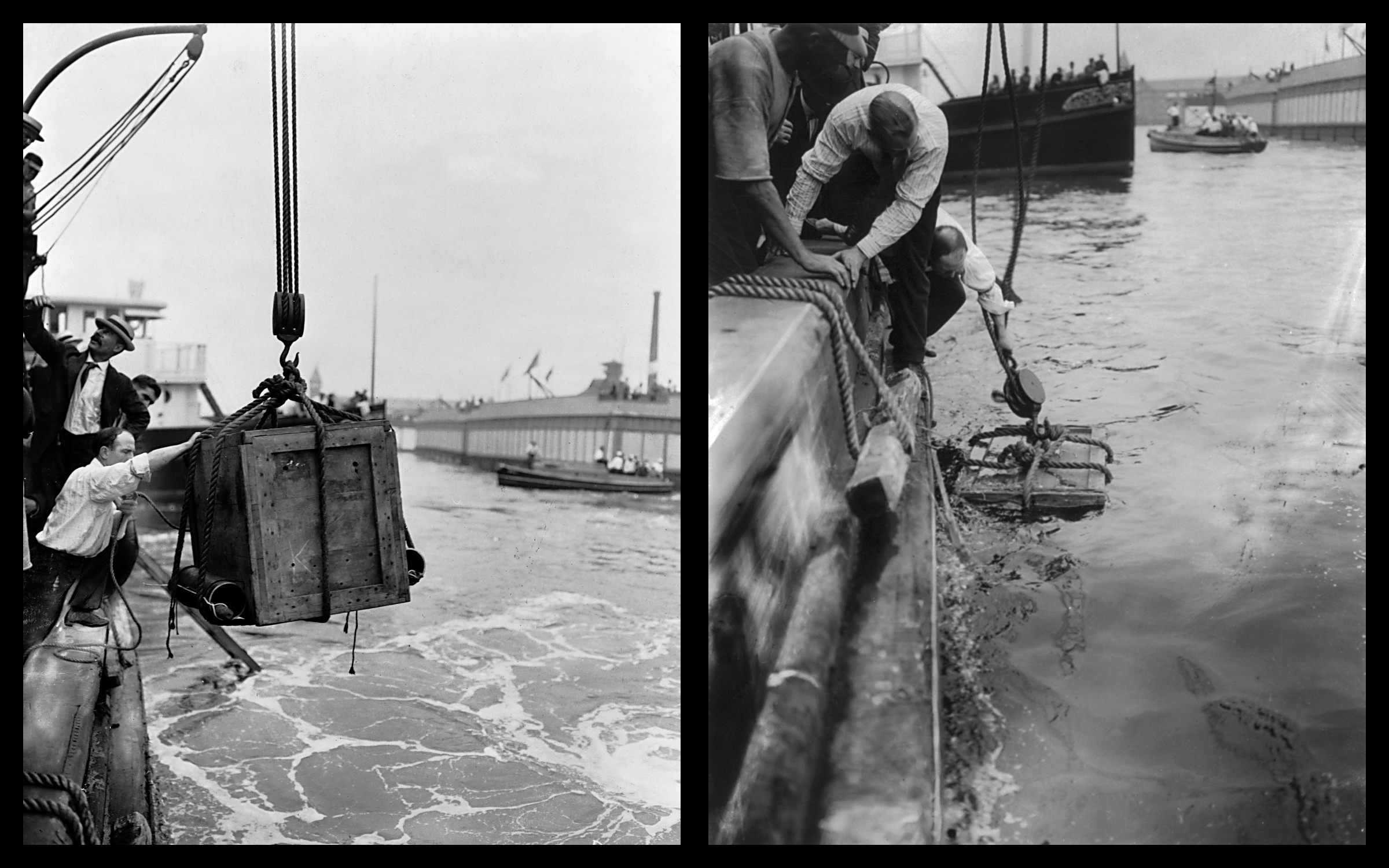
おなじみの「中国の水牢」

ロープや鎖などで拘束されたり大きな箱に閉じ込められたりした上で、箱が爆破されたり、上空から投げ落とされたり、水槽や地中に沈められたりする。そのあと無事に帰還する。デビッド・カッパーフィールドは爆破されるビルから脱出している。
この分野ではハリー・フーディーニの「中国の水牢」の演技がよく知られている。1.5m×0.6mほどの水槽に手枷と足枷で拘束された状態に入れられ、そこから脱出した。1912年9月初演。

### 人体切断

ゴールディンの人体切断

人の体を上半身と下半身の2つに切断する。そのあと元に戻す場合が多い。クリス・エンジェルは女性の胴体を切断し、上半身だけが地面を這い回るという演技を行っている。またデビッド・カッパーフィールドの「Laser」ではレーザーによって彼の胴体が切断され、上半身が下半身を抱きかかえた状態でジャンプしたりする。
人間に限らなければ、紀元前1700年頃の書『ウエストカー・パピルス』に、デディという奇術師がガチョウや牛の首を切り、それを元に戻したという記録がある。
15世紀から16世紀頃には人間の首切り術を行っている絵画が存在し、レジナルド・スコットが出版した『Discovery of Witchcraft』（『妖術の開示』）で解説がなされている。
上半身と下半身を切り分けるものとしては、P・T・セルビットが1920年12月に「美女の胴体切り」を見せたのが最初。彼は助手であるジャン・グレンローズを木箱の中に入れ、木箱に薄い板や剣を突き刺して8分割した。そのあと板と剣を取り除き、木箱をノコギリで切断してしまうが、そのあと助手は無傷で箱から出てお辞儀をする。翌年の1921年1月27日に舞台で初演された。しかし、この後ゴールディンが人体切断は自分が1909年に開発していたとクレームをつけている。

### ペッパーの幽霊
ステージ上に幽霊が出現するイリュージョン。幽霊は壁をすり抜けたり別人に変化したりそのまま消失したりもする。考案者は発明家のヘンリー・ダークスであり、彼は「ダークス式魔術幻灯」と名づけていた。はじめは注目されていなかったが、ロンドン工芸大学の講師であるジョン・ヘンリー・ペッパーが注目して改良を加え、1862年のクリスマス・イブにロンドン工芸大学での劇中で上演された。その後、「ペッパーの幽霊」と呼ばれるようになり、様々な劇場で演じられるようになった。
ペッパーは一部の人だけにこのイリュージョンの原理を舞台裏で教えていたが、その中にはイギリスの皇太子や科学者のファラデーも含まれている。

### スフィンクス
机の上に旅行カバンを置き、それを開けると人間の頭部が出現する（首から下は無い）。その人間は最初は目をつむっているが、合図とともに目を開き、詩を朗読したりする。最後に箱に戻すと首は消失する。1865年10月16日にロンドンのエジプシャン・ホールでストダー大佐が初演した。初演の前から『タイムズ』誌には広告が載せられていた。1877年頃には日本に伝来して横浜で演じられた。

### 消失
17世紀のインドで演じられていた『ヒンズー・バスケット』という奇術では、竹で編んだかごに子供を入れて消失させている（2007年9月19日に日本テレビの『史上最強のマジックＴＶ奇跡の宴』でもイシャム・ディーンが演じている）。
文献上、日本で類似の行為をやってみせたのは、武田信玄の軍配者である小笠原源与斎で、『甲陽軍鑑』巻4品第7には、風呂に入り、上から人々に蓋を押さえさせ、知らぬ間に外に出ていたと記述される。この他にも源与斎は、夜の会合の席で、向かいの山に火を立ててみせようと言い出し、実際、火を立ててみせたことが『甲陽軍鑑』に記され、奇術を用いた面がみられる（事実とすれば、16世紀には行われていたことになる）。
また、本格的な消失としてはドコルタの『消える貴婦人』が有名である。ステージ上に置かれた椅子の上に女性が座り、マジシャンがそれを絹のショールで隠す。ショールをどけると女性はステージ上から消失している。考案者は四つ玉や消える鳥カゴなどの発明で知られるドコルタである。彼はこれを演じるとき、ステージ上の床に隠された落とし穴が無いことを強調するために、床に新聞紙を敷いていた。
さらに大規模な消失としてはハワード・サーストンが自動車、ハリー・フーディーニがゾウ、ジークフリード&ロイがディズニーランドの城、デビッド・カッパーフィールドが自由の女神像、ジェット機、オリエント急行を消失させている。

### ブラック・アート
日本では黒技とも呼ばれる。舞台から客席へ強い照明を当てると、背景が黒い場合は舞台上の黒いものが見えなくなるという原理を用いた奇術のこと。
この原理を用いると骸骨にダンスをさせたり樽の中から幽霊がでてくるといった様々な現象を起こすことができる。
西洋では19世紀頃に盛んに演じられたが、日本ではそれに先駆けて元禄時代の塩谷長次郎が『呑馬術（馬呑術）』として演じていた。また江戸時代の歌舞伎でもこの原理を用いて大がまが火を噴いたり人の首がとぶといった演出が行われていた。

## 代表的なイリュージョニスト
五十音順
- クリス・エンジェル
- ジークフリート&ロイ
- Shurei
- イリュージョニストDAIKI
- デビッド・カッパーフィールド
- ナポレオンズ
- ハワード・サーストン（奇術におけるサーストンの三原則[2]を唱えたとされる人物）
- 引田天功 (初代)
- 引田天功 (2代目)